# Equitazione ai Giochi della XXVIII Olimpiade - Concorso completo a squadre
Il concorso completo a squadre ha utilizzato i punteggi del terzo turno del concorso individuale: per calcolare il punteggio della squadra è stata fatta la media tra i punteggi dei 3 migliori atleti per nazione. Hanno partecipato un totale di 14 squadre, formate da un minimo di 3 a un massimo di 5 cavallerizzi ognuna.
Chi non ha completato tutte le prove, ha ricevuto un punteggio di 1000.

## Risultati
|     | Atleta (Cavallo)                              | Nazione       | Dressage | Cross country | Salto | Totale |
| --- | --------------------------------------------- | ------------- | -------- | ------------- | ----- | ------ |
| 1   | Nicolas Touzaint (Galan de Sauvagere)         | Francia       | 29.4     | 0             | 4     | 33.4   |
| 2   | Kimberly Severson (Winsome Adante)            | Stati Uniti   | 36.2     | 0             | 5     | 41.2   |
| 3   | Philippa Funnel (Primmore's Pride)            | Gran Bretagna | 31.4     | 1.12          | 0     | 42.6   |
| 4   | Leslie Law (Shear l'Eau)                      | Gran Bretagna | 43.2     | 1.2           | 0     | 44.4   |
| 5   | Hinrich Romeike (Marius)                      | Germania      | 44.4     | 0.8           | 0     | 45.2   |
| 6   | Jean Teulère (Espoir de la Mare)              | Francia       | 38.4     | 0             | 8     | 46.4   |
| 7   | Heelan Tompkins (Glengarrick)                 | Nuova Zelanda | 44.0     | 0             | 4     | 48.0   |
| 8   | Bettina Hoy (Ringwood Cockatoo)               | Germania      | 32.0     | 3.6           | 14    | 49.6   |
| 9   | Rebel Morrow (Oaklea Groover)                 | Australia     | 40.6     | 1.6           | 8     | 50.2   |
| 10  | Phillip Dutton (Nova Top)                     | Nuova Zelanda | 46.8     | 0             | 4     | 50.8   |
| 11  | Amy Tryon (Poggio II)                         | Stati Uniti   | 50.6     | 1.2           | 0     | 51.8   |
| 12  | Darren Chiacchia (Windfall 2)                 | Stati Uniti   | 44.6     | 0             | 8     | 52.6   |
| 13  | Andreas Dibowski (Little Lemon)               | Germania      | 45.4     | 3.6           | 4     | 53.0   |
| 14  | Frank Ostholt (Air Jordan)                    | Germania      | 41.4     | 1.6           | 11    | 54.0   |
| 15  | Constantin van Rijckevorsel (Withcote Nellie) | Belgio        | 48.0     | 6.4           | 0     | 54.4   |
| 16  | Mary King (King Solomon III)                  | Gran Bretagna | 48.0     | 0             | 8     | 56.0   |
| 17  | Karin Donckers (Gormley)                      | Belgio        | 56.4     | 0             | 0     | 56.4   |
| 18  | Jeanette Brakewell (Over to You)              | Gran Bretagna | 49.8     | 4             | 4     | 53.8   |
| 19  | Matthew Grayling (Revo)                       | Nuova Zelanda | 47.2     | 0             | 12    | 59.2   |
| 20  | Didier Courrèges (Debat d'Estruval)           | Francia       | 45.6     | 0             | 15    | 60.6   |
| 21  | John Williams (Carrick)                       | Stati Uniti   | 47.6     | 1.2           | 12    | 60.8   |
| 22  | Magnus Gällerdal (Keymaster)                  | Svezia        | 61.0     | 2.8           | 0     | 63.8   |
| 23  | Julie Richards (Jacob Two Two)                | Stati Uniti   | 65.4     | 1.6           | 0     | 67.0   |
| 23  | Mark Kyle (Drunken Disorderly)                | Irlanda       | 63.0     | 0             | 4     | 67.0   |
| 26  | Blyth Tait (Ready Teddy)                      | Nuova Zelanda | 63.8     | 1.2           | 4     | 69.0   |
| 27  | Harald Ambros (Miss Ferrari)                  | Austria       | 54.0     | 7.2           | 8     | 69.2   |
| 28  | Cédric Lyard (Fine Mervielle)                 | Francia       | 54.4     | 3.2           | 13    | 70.6   |
| 29  | Daniel Jocelyn (Silence)                      | Nuova Zelanda | 66.8     | 0             | 4     | 70.8   |
| 30  | Niall Griffin (Lorgaine)                      | Irlanda       | 58.4     | 4.8           | 10    | 73.2   |
| 31  | Giovanni Menchi (Hunefer)                     | Italia        | 72.4     | 4             | 0     | 76.4   |
| 32  | Susan Shortt (Just Beauty Queen)              | Irlanda       | 58.8     | 6             | 12    | 76.8   |
| 33  | Sara Algotsson (Robin des Bois)               | Svezia        | 56.6     | 11.2          | 12    | 77.0   |
| 35  | Stefano Brecciaroli (Cappa Hill)              | Italia        | 66.8     | 13.2          | 0     | 80.0   |
| 37  | Hendrik Degros (Mr. Noppus)                   | Belgio        | 63.8     | 18.4          | 0     | 82.2   |
| 38  | Stuart Tinney (Jeepster)                      | Australia     | 48.8     | 0             | 36    | 84.8   |
| 39  | Kamil Rajnert (Marnego)                       | Polonia       | 50.8     | 24.4          | 12    | 87.2   |
| 40  | Michael Winter (Balista)                      | Canada        | 63.2     | 16.8          | 8     | 88.0   |
| 41  | Bruce Mandeville (Larissa)                    | Canada        | 66.4     | 10.8          | 12    | 89.2   |
| 42  | Linda Algotsson (Stand By Me)                 | Svezia        | 43.6     | 38.8          | 8     | 90.4   |
| 43  | Dolf Desmedt (Bold Action)                    | Belgio        | 57.0     | 31.2          | 4     | 92.2   |
| 44  | Raul Senna (Super Rocky)                      | Brasile       | 76.0     | 14.4          | 5     | 95.4   |
| 45  | Harald Siegl (Gigant 2)                       | Austria       | 60.6     | 23.2          | 12    | 95.8   |
| 47  | Rafael de Gouveira Junior (Mozart)            | Brasile       | 65.8     | 4.8           | 30    | 100.6  |
| 48  | Fabio Magni (Vent d'Arade)                    | Italia        | 64.4     | 24.4          | 12    | 100.8  |
| 49  | Sasha Harrison (All Love du Fenaud)           | Irlanda       | 52.8     | 41.6          | 8     | 102.4  |
| 50  | Sérgio Marins (Rally LF)                      | Brasile       | 70.0     | 16.0          | 19    | 105.0  |
| 51  | Andrzej Pasek (Dekalog)                       | Polonia       | 60.4     | 26.4          | 28    | 114.8  |
| 54  | André Paro (Land Heir)                        | Brasile       | 70.0     | 16.8          | 37    | 123.8  |
| 55  | Garry Roque (Waikura)                         | Canada        | 63.4     | 45.6          | 15    | 124.0  |
| 56  | Susanna Bordone (Ava)                         | Italia        | 62.8     | 47.2          | 15    | 125.0  |
| 57  | Andrew Hoy (Mr Pracatan)                      | Australia     | 43.6     | 75.8          | 16    | 135.4  |
| 58  | Harald Riedl (Foxy XX)                        | Austria       | 61.6     | 52.8          | 27    | 141.4  |
| 59  | Remo Tellini (Especial Reserve)               | Brasile       | 79.6     | 17.6          | 51    | 148.2  |
| 61  | Andrew Nicholson (Fenicio)                    | Nuova Zelanda | 63.4     | 72.2          | 14    | 149.6  |
| 62  | Edmond Gibney (Kings Highway)                 | Irlanda       | 68.0     | 80.6          | 4     | 152.6  |
| 64  | Hawley Bennett (Livingstone)                  | Canada        | 61.2     | 94.8          | 12    | 168.0  |
| 66  | Paweł Spisak (Weriusz)                        | Polonia       | 67.0     | 99.4          | 8     | 174.4  |
| 67  | Ian Roberts (Mata-riki)                       | Canada        | 70.6     | 137.0         | 22    | 229.6  |
| 68  | Margit Appelt (Ice on Fire)                   | Austria       | 74.6     | 162.2         | 35    | 271.8  |
| r   | William Fox-Pitt (Tamarillo)                  | Gran Bretagna | -        | -             | -     | 1000   |
| dns | Ingrid Klimke (Sleep Late)                    | Germania      | -        | -             | -     | 1000   |
| r   | Olivia Bunn (Top of the Line)                 | Australia     | -        | -             | -     | 1000   |
| -   | Arnaud Boiteau (Expo du Moulin)               | Francia       | -        | -             | -     | 1000   |
| -   | Joris Vanspringel (Over and Over)             | Belgio        | -        | -             | -     | 1000   |

## Classifica
| Posizione | Paese         | Punteggio |
| --------- | ------------- | --------- |
|           | Francia       | 140.4     |
|           | Gran Bretagna | 143.0     |
|           | Stati Uniti   | 145.6     |
| 4         | Germania      | 147.8     |
| 5         | Nuova Zelanda | 176.2     |
| 6         | Australia     | 185.8     |
| 7         | Belgio        | 193.0     |
| 8         | Irlanda       | 217.0     |
| 9         | Svezia        | 234.0     |
| 10        | Italia        | 257.2     |
| 11        | Brasile       | 301.0     |
| 12        | Canada        | 301.2     |
| 13        | Austria       | 306.4     |
| 14        | Polonia       | 376.4     |